# Черновицкая филармония
Черновицкая областная филармония (укр. Чернівецька обласна філармонія) — часть сети государственных филармоний Украины.

## История
Здание филармонии построено в 1876—1877 годах в Австро-Венгрии как концертный зал Черновицкого музыкального общества «Союз содействия музыкальному искусству на Буковине». Строительство велось за счет добровольных пожертвований. В настоящее время здание признано памятником архитектуры.
В 1940 году была учреждена Черновицкая областная филармония как таковая. Зал органной и камерной музыки был открыт 18 августа 1992 года, по случаю празднования годовщины украинской независимости.

## Концертные программы
Среди выдающихся музыкантов, выступавших в этом зале, — Соломия Крушельницкая, Фёдор Шаляпин, Николай Лысенко.

## Состав
В составе филармонии работают музыканты и музыкальные коллективы академической и народной музыки. В 1944 г. был основан Буковинский ансамбль песни и танца Украины, с 1975 г. работает Камерный оркестр, завоевавший три года спустя звание лауреата на Республиканском конкурсе камерных ансамблей в Киеве. В 1992 г. основан Симфонический оркестр Черновицкой филармонии, в 1993 г. — Камерный хор. Филармония стала отправным пунктом деятельности таких артистов как Ян Табачник, София Ротару, Миша Мармар и многих других.

## Руководители
По состоянию на 2008 год директор филармонии — Пётр Иванович Казимирчук, художественный руководитель — Остап Васильевич Савчук.

## Адрес
58000 Черновцы, пл. Филармонии, 10